# Малина Петрова
Малина Петрова Петрова е български режисьор, сценарист и актриса.

## Биография
Родена е в град Бургас на 3 септември 1950 г. Завършва през 1978 г. ВИТИЗ „Кръстьо Сарафов“ със специалност кинорежисура. Малина Петрова е първият лауреат на награда „Паница“ за гражданска доблест (2006).
Умира на 14 септември 2023 г.

## Филмография
Режисьор и сценарист на документални филми
- Държавни тайни
- Заличаване (2012), документален
- Приключено по давност (2009), документален
- Духът и камъните (2006), документален
- Децата на Мария-Магдалена (2000), документален
- Балкански уроци по история (1999), документален
- Реката (1995), документален
- Раздвоено сърце (1993), документален
- Сърцето умира последно (1991) за процесът срещу Трайчо Костов от 1949 г.; сценарият на филма е в съавторство на Малина Петрова и Велислава Дърева.
- Пантеонът (1987), документален
- Виновни няма (1986), документален

Режисьор
- Фермата (1988), документален
- Човек не е остров (1985), документален
- Тетевенска 24 (1984), документален
- Синът на Мария (1983), игрален
- Пътешествие (1980), игрален

Актриса
- АкаТаМус (1988)
- Мера според мера (1981), 7 серии, лека жена
- Мера според мера (1981), 3 серии, лека жена